# Associazione Calcio Treviso 1988-1989
Questa voce raccoglie le informazioni riguardanti l'Associazione Calcio Treviso nelle competizioni ufficiali della stagione 1988-1989.

## Stagione
La stagione 1988-89 inizia con Dino De Poli, che viene affiancato dalle "Sette Stelle", una sorta di azionariato di imprenditori composto, tra gli altri, da Ronny, Piavato, Guaraldo e la Faram).
Sartori ingaggia Agnoletto come nuovo allenatore, proveniente dal San Donà.
Vengono ceduti Aimo al Modena, Schincaglia al Giarre, Buffone al Baracca Lugo, Cardillo alla Lodigiani, Biancuzzi al Giorgione, Bacchin alla Fiorentina, Piovanelli e Mantovani al Tombolo e Ibba e Serra all'Olbia; vengono acquistati il portiere Raveane dal Bassano, i difensori Striuli e Morao dal San Donà, Iacuzzi dallo Schio, i centrocampisti Seno dalla Pievigina e Strukelj dalla Reggiana, l'attaccante Bressan dal Giorgione.
Agnoletto rimane sulla panchina per sole 5 giornate, nelle quali la squadra totalizza solo tre punti, e viene richiamato Franco Fontana (già a Treviso nella stagione 1983-84) che conclude il campionato salvando la squadra alla penultima giornata.
La formazione base è la seguente: Raveane; Morao, Iacuzzi; Ghedini, De Biasi, Intropido; Baratto, Zanuttig, Bressan, Seno, Salamone.
Il Treviso chiude al dodicesimo posto, mentre Bressan è il capocannoniere della squadra con 5 gol.

## Risultati

### Campionato

#### Girone di andata
| 11 settembre 1988 1ª giornata | Treviso | 0 – 0 | Varese |  |

| 18 settembre 1988 2ª giornata | Legnano | 3 – 0 | Treviso |  |

| 23 settembre 1988 3ª giornata | Treviso | 1 – 2 | Suzzara |  |

| 2 ottobre 1988 4ª giornata | Pordenone | 0 – 1 | Treviso |  |

| 9 ottobre 1988 5ª giornata | Treviso | 0 – 1 | Chievo |  |

| 16 ottobre 1988 6ª giornata | Treviso | 3 – 2 | Novara |  |

| 23 ottobre 1988 7ª giornata | Orceana | 2 – 2 | Treviso |  |

| 30 ottobre 1988 8ª giornata | Ravenna | 1 – 1 | Treviso |  |

| 6 novembre 1988 9ª giornata | Treviso | 0 – 1 | Carpi |  |

| 13 novembre 1988 10ª giornata | Pergocrema | 2 – 0 | Treviso |  |

| 20 novembre 1988 11ª giornata | Treviso | 0 – 0 | Juventus Domo |  |

| 27 novembre 1988 12ª giornata | Pro Sesto | 1 – 1 | Treviso |  |

| 4 dicembre 1988 13ª giornata | Treviso | 0 – 0 | Sassuolo |  |

| 11 dicembre 1988 14ª giornata | Giorgione | 0 – 0 | Treviso |  |

| 18 dicembre 1988 15ª giornata | Treviso | 0 – 1 | Ospitaletto |  |

| 1º gennaio 1989 16ª giornata | Telgate | 1 – 0 | Treviso |  |

| 8 gennaio 1989 17ª giornata | Treviso | 0 – 0 | Forlì |  |

#### Girone di ritorno
| 15 gennaio 1989 18ª giornata | Varese | 2 – 0 | Treviso |  |

| 22 gennaio 1989 19ª giornata | Treviso | 2 – 0 | Legnano |  |

| 5 febbraio 1989 20ª giornata | Suzzara | 1 – 1 | Treviso |  |

| 12 febbraio 1989 21ª giornata | Treviso | 2 – 1 | Pordenone |  |

| 19 febbraio 1989 22ª giornata | Chievo | 1 – 0 | Treviso |  |

| 5 marzo 1989 23ª giornata | Novara | 1 – 1 | Treviso |  |

| 12 marzo 1989 24ª giornata | Treviso | 1 – 0 | Orceana |  |

| 19 marzo 1989 25ª giornata | Treviso | 0 – 0 | Ravenna |  |

| 25 marzo 1989 26ª giornata | Carpi | 0 – 0 | Treviso |  |

| 9 aprile 1989 27ª giornata | Treviso | 1 – 1 | Pergocrema |  |

| 16 aprile 1989 28ª giornata | Juventus Domo | 0 – 2 | Treviso |  |

| 23 aprile 1989 29ª giornata | Treviso | 0 – 0 | Pro Sesto |  |

| 30 aprile 1989 30ª giornata | Sassuolo | 1 – 1 | Treviso |  |

| 4 maggio 1989 31ª giornata | Treviso | 1 – 1 | Giorgione |  |

| 21 maggio 1989 32ª giornata | Ospitaletto | 4 – 0 | Treviso |  |

| 28 maggio 1989 33ª giornata | Treviso | 1 – 0 | Telgate |  |

| 4 giugno 1989 34ª giornata | Forlì | 0 – 0 | Treviso |  |

## Statistiche

### Statistiche di squadra
| Competizione      | Punti | In casa | In casa | In casa | In casa | In casa | In casa | In trasferta | In trasferta | In trasferta | In trasferta | In trasferta | In trasferta | Totale | Totale | Totale | Totale | Totale | Totale | DR |
| Competizione      | Punti | G       | V       | N       | P       | Gf      | Gs      | G            | V            | N            | P            | Gf           | Gs           | G      | V      | N      | P      | Gf     | Gs     | DR |
| ----------------- | ----- | ------- | ------- | ------- | ------- | ------- | ------- | ------------ | ------------ | ------------ | ------------ | ------------ | ------------ | ------ | ------ | ------ | ------ | ------ | ------ | -- |
| Seconda Divisione | 31    | 34      | 7       | 17      | 10      | 22      | 30      | ?            | ?            | ?            | ?            | ?            | ?            | ?      | ?      | ?      | ?      | ?      | ?      | ?  |
| Totale            |       | 34      | 7       | 17      | 10      | 22      | 30      | ?            | ?            | ?            | ?            | ?            | ?            | ?      | ?      | ?      | ?      | ?      | ?      |    |